# Charl Schwartzel
Charl Schwartzel, né le 31 août 1984 à Johannesbourg, est un golfeur sud-africain, professionnel depuis 2002. Évoluant principalement sur les Tour européen PGA et Sunshine Tour, il a remporté à quatre reprises l'ordre du mérite de ce dernier. Il compte en outre plusieurs victoires sur le circuit professionnel, 11 sur le Tour européen et 8 sur le Sunshine Tour. En 2011, il remporte son premier tournoi majeur avec le Masters devant Jason Day et Adam Scott.

## Carrière
Il effectue sa carrière junior en Afrique du Sud où il remporte plusieurs victoires. Passant professionnel à dix-huit ans, il se qualifie pour le Tour européen PGA la même année, devenant alors le deuxième Sud-africain le plus jeune à accéder au Tour après Dale Hayes. Son parcours lui permet de conserver sa carte en 2003 puis 2004.
Lors de la saison 2004/2005, sa carrière monte d'un cran, grâce à une victoire dans l'Alfred Dunhill Championship, un tournoi de premier plan en Afrique du Sud qui est classé à la fois dans le Tour européen et le Sunshine Tour, classement qu'il remporte cette année-là. En 2005 il termine 52e de l'Ordre du mérite européen, et gagne pour la deuxième fois le Sunshine Tour. Il rentre dans les 100 premiers du classement mondial pour la première fois cette saison-là grâce à sa victoire lors du Vodacom Tour Championship. En 2006, il continue sa progression. Il atteint ainsi la dix-huitième place de l'Ordre du mérite européen et la 57e place du classement mondial. À ce moment-là, il est alors deux ans plus jeune que tous les autres golfeurs qui le précèdent au classement.
L'année suivante, il remporte à nouveau l'ordre du mérite du Sunshine Tour et s'impose lors de l'Open d'Espagne. Sa victoire lui permet de rentrer dans les 40 meilleurs joueurs du monde. L'année suivante, il remporte une nouvelle victoire en Espagne, cette fois-ci sur le Madrid Masters. Sans victoire en 2009, il remporte coup sur coup deux victoires début 2010 comptant pour le circuit européen, l'Open d'Afrique puis le Joburg Open. Il se classe huitième de l'Ordre du mérite européen en fin de saison. Début 2011, il remporte le Joburg Open pour la deuxième année d'affilée. Au mois d'avril, il remporte Masters d'Augusta, son premier tournoi Majeur. Avec une carte finale de 274 (-14), il devance de deux coups Jason Day et Adam Scott. En mai, il intègre pour la première fois le top 10 mondial en atteignant la septième place du classement.
Il remporte de nouveau l'Alfred Dunhill Championship en 2012, 2013, 2015, tournoi de fin d'année comptant pour l'année suivante du Tour européen PGA.

## Palmarès

### Tournois Majeurs (1)
2011
- Masters

### Tournois gagnés sur le Tour européen PGA (10)
2004
- Alfred Dunhill Championship[7]

2007
- Open d'Espagne

2008
- Madrid Masters

2010
- Open d'Afrique[7]
- Joburg Open[7]

2011
- Joburg Open[7]
- Masters

2013
- Alfred Dunhill Championship[7],[8]

2016
- Alfred Dunhill Championship[7],[8]
- Tshwane Open[7]

### Tournois gagnés sur lePGA Tour(2)
2011
- Masters

2016
- Valspar Championship

### Tournois gagnés sur le Sunshine Tour (9)
2004
- Alfred Dunhill Championship[7]

2006
- Vodacom Tour Championship

2010
- Open d'Afrique[7]
- Joburg Open[7]

2011
- Joburg Open[7]

2012
- Alfred Dunhill Championship[7]

2013
- Alfred Dunhill Championship[7]

2015
- Alfred Dunhill Championship[7]

2016
- Tshwane Open[7]

### Tournois gagnés sur l'Asian Tour (1)
2012
- Thailand Golf Championship